# Lunar Magic
Lunar Magic es un editor de niveles creado por FuSoYa para Super Mario World. El programa se ejecuta en Microsoft Windows y permite a las personas crear gráficos personalizados y editar fácilmente datos de bloques, niveles y el mapa del juego.

## Historia
Según FuSoYa, comenzó el desarrollo de Lunar Magic para el juego de SNES: Super Mario World, en febrero de 2000. El primer lanzamiento público fue el 24 de septiembre de 2000. Nuevos lanzamientos con mejoras continuaron a lo largo de los años. Se actualizó por última vez el día 4 de octubre de 2022 a la versión 3.33.